# Activiteitsmodel van Margules
Het activiteitsmodel van Margules is een eenvoudig thermodynamisch model voor het berekenen van de overmaat aan Gibbs vrije energie van een vloeistofmengsel. De Oostenrijkse meteoroloog Max Margules introduceerde het model in 1895. Nadat Lewis het concept van de activiteitscoëfficiënt introduceerde, werd er een vergelijking voor activiteitscoëfficiënt, {\displaystyle \gamma _{i}}, van component {\displaystyle i} in de vloeistoffase uit afgeleid.
De vergelijking van Margules, die uit dit model voorkomt, wordt gebruikt in de chemische technologie voor het berekenen van evenwichtsconcentraties over vloeistof- en gasfase. De vergelijking onderscheidt zich van andere activiteitsmodellen, doordat bij een isotherm ook extreme waarden berekend kunnen worden. Modellen als UNIQUAC, Van Laar, Wilson of NRTL kunnen dit niet.

## Vergelijkingen
Margules geeft een machtreeks in molfracties, {\displaystyle x_{i}}, voor de overmaat Gibbs vrije energie. Voor een binair mengsel is dit:
{\displaystyle {\frac {G^{ex}}{RT}}=x_{1}x_{2}(A_{21}x_{1}+A_{12}x_{2})+x_{1}^{2}x_{2}^{2}(B_{21}x_{1}+B_{12}x_{2})+\ldots +x_{1}^{m}x_{2}^{m}(M_{21}x_{1}+M_{12}x_{2})}
Hierin zijn de {\displaystyle A} en {\displaystyle B} constanten die door het fitten van experimentele evenwichtsgegevens worden bepaald. Vaak worden {\displaystyle B} en de hogere-orde-parameters op nul gezet.
De activiteitscoëfficiënt van component {\displaystyle i} wordt afgeleid door differentiatie naar {\displaystyle x_{i}}. Dit geeft:
{\displaystyle \left\{{\begin{matrix}\ln \ \gamma _{1}=[A_{12}+2(A_{21}-A_{12})x_{1}]x_{2}^{2}\\\ln \ \gamma _{2}=[A_{21}+2(A_{12}-A_{21})x_{2}]x_{1}^{2}\end{matrix}}\right.}
Hierin zijn {\displaystyle A_{12}} en {\displaystyle A_{21}} constanten, die gelijk zijn aan de logaritmische activiteitscoëfficiënten bij oneindige verdunning: {\displaystyle \ln(\gamma _{1}^{\infty })} en {\displaystyle \ln(\gamma _{2}^{\infty })} respectievelijk.
Als {\displaystyle A_{12}=A_{21}=A}, hetgeen inhoudt dat de moleculen van gelijke grootte, maar verschillend in polariteit zijn, herleidt de vergelijking zich tot een 1-parameter-activiteitsmodel:
{\displaystyle \left\{{\begin{matrix}\ln \ \gamma _{1}=Ax_{2}^{2}\\\ln \ \gamma _{2}=Ax_{1}^{2}\end{matrix}}\right.}
In dat geval kruisen de activiteiscoëfficiënten bij {\displaystyle x_{1}=0{,}5} en zijn de activiteitscoëfficiënten bij oneindige verdunning aan elkaar gelijk. Als {\displaystyle A=0}, beschrijft het model een ideaal vloeistofmengsel: dat wil zeggen dat de activiteit van een component gelijk is aan zijn concentratie (molfractie).
Als {\displaystyle A_{12}<A_{21}/2} of {\displaystyle A_{21}<A_{12}/2} vertoont de activiteitscoëfficiëntcurve een extremum. Een bekend voorbeeld hiervan is het binaire mengsel van chloroform en methanol.